# Карасук (Казахстан)
Карасу́к (каз. Қарасуық) — село у складі Теренкольського району Павлодарської області Казахстану. Входить до складу Піщанського сільського округу.
Населення — 149 осіб (2021; 254 у 2009, 124 у 1999, 418 у 1989).
Національний склад станом на 1989 рік:
- казахи — 52 %.